# Grand Salaman
Grand Salaman est un îlot de la rade de Marseille, faisant partie de l'archipel du Frioul.
Il s'agit d'un gros rocher désertique.
Le site est surtout connu des pratiquants de plongée sous-marine.